# Kornel Wilczek
Kornel Wilczek (ur. 1982 w Katowicach) – polski artysta, malarz sztalugowy. W swoich pracach stosuje malarstwo, pastele, linoryt, techniki cyfrowe oraz techniki własne.

## Życiorys
Absolwent katowickiej Akademii Sztuk Pięknych (ASP). Uzyskał dyplom z wyróżnieniem w pracowni technik cyfrowych u prof. Adama Romaniuka za cykl grafik „NOKTURNY”. Aneks z malarstwa zrealizował u prof. Manuela Sabalczyka.
Nominowany przez ASP do konkursu „DYPLOM ROKU”, organizowanego przez Stowarzyszenie Międzynarodowe Triennale Grafiki w Krakowie.
Laureat nagrody „Hanysy” 2019 przyznanej przez miasto Ruda Śląska wraz z Miejskim Centrum Kultury im. Henryka Bisty.

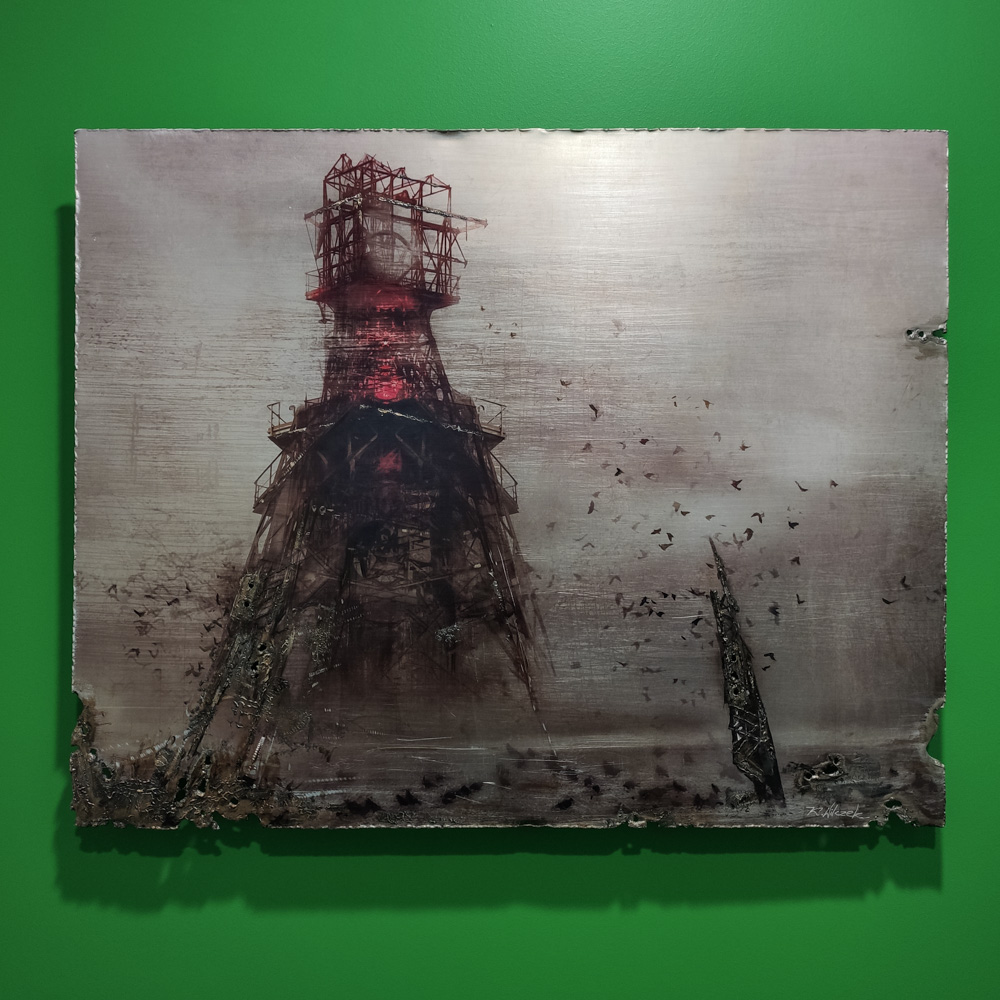
Carbo Strażnik, technika autorska Ars Metallum, malarstwo, grafika, metal, blacha kuta i palona

## Ważniejsze wystawy indywidualne i grupowe
- 2006, 2007, 2008 – Festiwal Sztuki, Poznań
- 2007 – Zamek Sielecki w Sosnowcu galeria „Extravagance”
- 2007 – Galeria u Dziadka, Wisła
- 2009 – ŚPPT, Ruda Śląska
- 2009 – „Klasyczna”, Pieniny
- 2010 – Niedzica, wystawa w zamku
- 2011 – MBP, Piekary Śląskie
- 2011 – MCK Galeria Fryna, Ruda Śląska
- 2011 – Festiwal Sztuki, Poznań
- 2012 – Galeria Pijalni Wód Mineralnych, Szczawnica
- 2017 – „Ars Silesia”, Miejska Biblioteka Publiczna, Wisła[2],
- 2018 – SQart Gallery w Bytomiu[3]
- 2019 – „Ars Metallum Ars Rewolucja!”, Galeria u dziadka, Wisła[4]
- 2019 - „Ars Metallum – Nowy Horyzont”, wystawa podczas festiwalu Dwa Brzegi w Galerii Leonardo, Kazimierz Dolny[5]

## Techniki własne
- Mearlin Metalic – autorska technika mieszana. Metalowo-akrylowa farba na płótnie.
- Ars Metallum – autorska technika mieszana. Metalowo-akrylowo farba na blasze aluminiowej której krawędzie są nieregularne, kute i palone.

## Działalność charytatywna
Artysta corocznie przekazuje swoje obrazy dla Fundacji WOŚP – Charytatywni Allegro
- 2013 – „Wodospady światła” – obraz sprzedany za 4050,00 zł[6]
- 2014 – „Supernowa – kosmiczny teatr” – obraz sprzedany za 4850,00 zł[7]
- 2014 – „Pejzaż z błękitnej planety” – obraz sprzedany za 3650,00 zł[8]
- 2015 – „Srebrny świt na wyspie ptaków” – obraz sprzedany za 6100,00 zł[9]
- 2015 – „Most nadziei” – obraz sprzedany za 3652,00 zł[10]
- 2017 – „Drugi brzeg – nowa nadzieja” – obraz sprzedany za 20 300,00 zł[11]
- 2018 – „Bliski księżyc” – obraz sprzedany za 3551,00 zł[12]
- 2019 – „Srebrny świt miasta” – obraz sprzedany za 12 600,00 zł[13]
- 2020 – „Manhattan Bridge” – obraz sprzedany za 62 400,00 zł[14]